# BBC News Channel
BBCニュース（BBC News）チャンネルは、イギリスの公共放送・英国放送協会（BBC）が所有・運営する無料テレビニュースチャンネル。ロンドンのウェスト・エンドにあるブロードキャスティング・ハウスを拠点として放送しており、イギリスの昼間はそこからアンカーが務め、夜間の放送はワシントンD.C.とシンガポールからアンカーが務める。BBCのデジタル国内テレビチャンネルへの進出の一環として、1997年11月9日17:30に「BBCニュース24（BBC News 24）」として開始され、1989年から運営されていたSky  Newsの最初の競合相手となった。
2006年2月22日、王立テレビジョン協会テレビジャーナリズム賞（Television Journalism Awards）において、史上初めて「News Channel of the Year（ニュース・チャンネル・オブ・ザ・イヤー）」に選ばれた。審査員らは、同年はチャンネルが「真に本領を発揮した」年だったと述べた。2017年に2度目の栄誉を獲得した。2007年5月から、イギリスの視聴者はBBCニュースのウェブサイト経由で本チャンネルを視聴できるようになった。2008年4月、55万ポンドをかけてBBCのニュース番組のブランド変更の一環として、チャンネルは「BBCニュース（BBC News）」に改名され、新しいスタジオとプレゼンテーションが完成した。
かつては「BBCワールドニュース」として知られていた本チャンネルの国際チャンネルは、当初は国際ニュースと国内サービスから選ばれた番組を伝えるチャンネルとして運営されていた。イギリスのBBCニュースはライセンス料によって資金提供されている無料放送チャンネルとは異なり、世界フィードはBBCスタジオズによって配信され、広告によって資金提供されている有料テレビサービスである。その番組の一部は、特に夜間に国内のBBCニュースチャンネルによって同時放送されていた。
2022年、BBCはコスト削減の一環として、BBCニュースチャンネルとワールドニュースチャンネルの番組と人材をさらに統合すると発表した。これらの変更は2023年4月3日に行われ、BBCワールドニュースは「BBCニュース（BBC News）」に改名された。イギリスのフィードは、世界的に配信するのに十分な重要性がないとみなされるイギリス固有のコンテンツを放送する場合にオプトアウトすることがある。

## 概要
1997年11月9日に開局したデジタル専用チャンネル。BBCニュースが制作し、英国内向けに24時間体制でニュースを放送し続けている。
チャンネル名の旧称は「BBC News 24」。
独自のニュース番組の他、BBC One/BBCワールドニュースの報道番組も一部放送される。
英国内に限り、BBCサイトを通じてインターネット上での視聴も可能。
日本ではBBCワールドニュースの一部時間帯で本チャンネルのサイマル放送が視聴出来る他、NHK BS1にて『BBCブレックファスト』週末版の録画短縮バージョンが視聴出来る。
2013年3月18日に、地上波（BBC Oneの定時ニュース等）ニュース番組と共に、BBCテレビジョンセンターからブロードキャスティングハウスに設けられた「THE WORLD'S NEWSROOM」へ本格的にその拠点を移した。

## 歴史

2008年から2013年まで使用されたロゴ

2013年から2019年まで使用されたロゴ

2019年から2022年まで使用されたロゴ

2022年から使用されるロゴ

BBC News 24は元々、ケーブルテレビでフルタイムでしか利用できず、視聴者は、BBC Oneが放送休止中に一晩だけこのチャンネルを視聴できなかった。この適用範囲は、イギリス国内でのデジタルテレビの登場により、1998年に改善され、衛星および地上デジタルテレビの視聴者にもサービスを提供できるようになった。当初、SkyまたはONdigitalにそれぞれ加入せずにデジタル衛星または地上波放送の受信機を入手することは困難だったが、現在、このチャンネルはFreeviewおよびFreesatのチャンネルパッケージの重要な部分を形成している。
BBCは、1997年11月9日にBBC News 24を開始する前に、2年半の間、国際ニュース専門チャンネル「BBCワールド」を運営していた。
Sky Newsは、8年以上（1989年2月5日以降）国内のニュース報道を自由に受けて、ニューズ・コーポレーションが所有しており、その文書はBBCのニュースの生産を批判するために使用された。
Sky Newsは独占の解消に反対し、少数派だけがライセンス料から見ることができるチャンネルの運営に関連する費用について不満を述べた。Sky Newsは、多くのイギリスのケーブル事業者が、商用のSky NewsよりもBBC News 24（ライセンス料を支払ったチャンネルがそのような事業者に無料で提供された）を運ぶように動機付けられたと主張した。しかし、1999年9月、欧州委員会は、公的資金によるチャンネルがEU法の下で不公正かつ違法であるというSky Newsによる苦情に反対する判決を下した。委員会は、ライセンス料は国の援助と見なされるべきであるが、そのような援助はBBCの公共サービスの権限のために正当化され、実際の費用を超えなかったと決定した。
チャンネルのジャーナリズムの生産は、2005年12月16日以降、チャンネルの管理者によって監視されている。これは、BBCの他の国内テレビチャンネルと同じように、チャンネル専用の管理者を持つことへの回帰だった。立ち上げ時、ティム・オーチャードは1997年から2000年までBBC News 24の管理者だった。その後、編集上の決定は、レイチェル・アトウェルによってテレビニュースの副責任者としての立場で管理された。アトウェルの代理人であるマーク・ポペスクは、2004年に編集コンテンツの責任者となり、2005年にケビン・バクハーストが管理者に任命されるまでその役割を続けた。
テレビニュースの責任者であるピーター・ホロックスによるさらなる発表は、バクハーストの任命と同時に行われ、チャンネルにさらに多くの資金とリソースを提供し、ニュースに関する企業の重点を、従来のBBC Oneのニュース番組から、ローリングニュースチャンネルに移した。チャンネルでの主要なニュース番組の同時放送の導入は、ニュース速報が、特にSky Newsとの競争に直面して、重要な時期に互いに対立するのではなく、取材内容を共同利用できるようにすることだった。
2012年10月1日、サム・テイラーは、『BBC News at One』と共にBBCニュースの管理者に任命された。2016年に、BBC OneとBBC Twoの管理者のポジションが廃止された。サム・テイラーは、BBC News Channelと『BBC News at One』の編集長を続けている。BBCニュースの最近の主要な特徴の1つは、テイラーが制作を担当した番組『100デイズ』、後の『100デイズ Beyond』→『BBCニュース キャティ&クリスチャン』である。
BBCの理事会での2005〜2006年の年次報告書では、15分間の平均視聴者数が2004〜2005年の7.8％から、マルチチャンネルホームで8.6％に達したと報告した。2004年の報告書によると、このチャンネルは同年1月の期間、マルチチャンネルホームで毎週および毎月の範囲でSky Newsを上回り、2年ぶりに、ニュースに最適なチャンネルとしてSky Newsを上回った。

### 2008年 ブランドをリニューアル
2008年4月21日、BBC News 24は、チャンネル自体では「BBC News」に名前が変更されたが、他のBBCサービスでは「BBC News Channel」と呼ばれている。これは、2006年に開始されたクリエイティブフューチャーズプランの一部であり、全てのBBCニュースを単一のブランド名で提供している。
BBC News Channelは、BBCワールドニュースの本拠地となったスタジオN8から、スタジオN6の国内ニュースの本拠地に移動し、チャンネルがそのセットを『BBC News at One』および『BBC News at Ten』と共同で利用し、他のニュース番組はスタジオTC7に移行している。

### ブロードキャスティングハウスに移転
チャンネルは、BBCテレビジョンセンターの残りのBBCニュースサービスと共に、2013年3月18日13:00（GMT）に新しく改装されたブロードキャスティングハウスに移転した。新しいフルHDスタジオとライブニュースルームの背景と共に、プレゼンテーションと画面上のグラフィックが更新された。ニュースルームでカメラを動かすと、タイムタイトルシークエンスの始まりが形成され、天気予報の開始時にも使用されている。

### BBCワールドニュースとの統合
2022年5月26日、BBCは放送局全体の計画的な人員削減と合理化の一環として、イギリス国内のBBCニュースチャンネルをBBCワールドニュースに統合する計画を発表した。国内版と国際版はコンテンツを共有し、必要に応じて国内報道の共有フィードからオプトアウトする機能を維持する。BBCは、このサービスが「著名なジャーナリストを中心に構築された新しい主力番組と、複数のプラットフォーム向けに委託された番組」を提供すると宣伝した。
BBCは、2023年2月に、マシュー・アムロリワラ、クリスチャン・フレイザー、ヤルダ・ハキーム、ルーシー・ホッキングス、マリアム・モシリが率いる統合サービスの新しいプレゼンターのラインナップを発表した。同年4月3日、BBCワールドニュースチャンネルは「BBCニュース（BBC News）」にブランド変更され、イギリスフィードでBBCテレビジョンのニュース番組や『ニュースナイト』などのイギリス固有の番組をオプトアウトする統合サービスの導入と、世界中で順次報道するほど重要ではないと判断されたイギリス固有のニュースの報道を正式にマークした。全体として、この変更により、プレゼンターのデイビッド・イーデス、ジョアンナ・ゴズリング、ティム・ウィルコックスを含む約50人の従業員が解雇された。

## 番組

### ニュース速報（Breaking news）
BBCは、ニュース速報に関して取るべき手順に関するガイドラインを維持している。国内ニュースの場合、記者はまず「一般的な議事録（Generic minute）」の要約（全ての放送局とチャンネルで使用するため）を録音し、次にBBCラジオ5ライブでの報道を優先し、次にBBCニュースチャンネルやその他の放送中の番組で報道することが優先された。5ライブがマンチェスターに移転して以来、この状況は逆転した。海外ニュースの場合、最初に「一般的な議事録」が録音され、次にワールドサービスラジオにリポートが送られ、その後リポーターが放送中の他の番組に伝える。
ランバート卿が報告書で述べた重要な主張は、このチャンネルが主要なライバルであるSky Newsに比べてニュース速報への反応が遅いというものだった。これに対抗するために、2003 年のリニューアルで導入された新機能は「Breaking news sting（ニュース速報スティング）」だった。地球儀が画面上に短時間表示され、視聴者の注意をニュース速報に向けることになった。
2007年1月のグラフィックのリニューアルでは、最新のニュース記事を即座に強調するために、地球儀のスティングが赤いストラップラインに置き換えられた。
これを補完するために、2006年に恒久的なライブニュースティッカーが導入された。これまでは散発的にのみ使用されていた。ニュースステートメントは、画面の下部にある連続的にスクロールする大文字のテキストとして表示される。過去に指摘された曖昧さの中には、MP（下院議員、Member of Parliament）の複数形を「MPS」と綴ることや、その他の時折の綴りや文法上の誤りも含まれている。このティッカーのデザインは、2007年のグラフィックの再設計で僅かに変更され、『ニュースウォッチ』が視聴者の混乱を報告したため、6月からニュース速報を示すために赤になった。ティッカーはトレイル中や天気予報中に削除された。
フォントスタイルの変更を含む新しいグラフィックセットは2019年7月に正式に公開されたが、数ヶ月前まで誤って放送されていた。ニュースティッカーはチャンネルの長年の機能だったが、ニュース記事が画面上でスクロールしなくなったため、フリッパーに置き換えられた。ヘッドラインの長さには制限があり、全てが順番に表示される。ニュース速報を示すために、「BREAKING」という文字が画面に表示され、点滅する場合がある。時折、ニュース速報への注意を促すために、ニュース速報スティングがチャンネルに表示されることがある。このスティングは、2017年6月に技術的なエラーにより数回連続して表示され、『BBC News at Ten』の開始が遅れたため、ある程度の悪名を博した。通常、BBCニュースチャンネルは、中継を使用せずに記者会見などのライブイベントを中継し、放送中のプレゼンターが視聴者が見ている内容を紹介する。

### BBCワールドニュースの同時放送
BBCは、チャンネルの開設と同時に、地上波チャンネルBBC Oneでチャンネルの夜間同時放送を開始した。これにより、放送終了の伝統に終止符が打たれたが、同時に、効果的により多くの視聴者がサービスを利用できるようになった。2000年代初頭には、BBC Twoもチャンネルの同時放送を開始したが、初期の頃は週末朝の番組『ウィークエンド24（Weekend 24）』がチャンネルで同時放送されていた。主要なニュース速報イベント中は、BBCニュースチャンネルがBBC Oneで放送されている。特別放送の例には、2001年9月11日の同時多発テロ、2005年7月7日のロンドン同時爆破事件、サダム・フセインの逮捕、オサマ・ビン・ラディンの死、フィリップ王子とエリザベス2世の死と葬儀が含まれる。2020年、BBC Oneとニュースチャンネルの間の共有番組には、イギリス政府の「コロナウイルス・デイリー・アップデート（Coronavirus Daily Update）」が含まれることが多かった。これは通常、政府が発表する午後遅くに放送された。
主要なイベントの報道は、BBCワールドニュースでも同時放送されている。現在、夜間の視聴者は25分版のBBCニュースを1時間ごとに受信しており、平日23:00～2:00には、シンガポールとロンドンから生中継で、0:30〜1:00、1:30〜2:00の『アジアビジネスレポート』と『スポーツ・トゥデイ』を含む『ニュースデイ』を受信する。2:00～5:00（週末0:00～6:00）は『BBCワールドニュース』を受信する。『ザ・ブリーフィング（The Briefing）』は平日5:00〜6:00に放送される。
これらの同時放送は、新型コロナウイルス感染症（COVID-19）のパンデミックの結果として拡大された。BBCは合理化されたスケジュールを導入し、ニュースチャンネルとBBCワールドニュースが夕方と週末の報道の大部分を共有するようになった。2020年8月からこれは変更され、夕方のBBC Oneの放送を除き、平日は10:00〜12:00、19:00〜6:00、『BBC News at Ten』と20:30の30分間、週末は21:00〜6:00のオプトアウト付きに恒久化された。

### BBC One、BBC Two、BBCワールドニュースの同時放送
『BBCブレックファスト』は、2000年の開始以来、BBC OneとBBCニュースで同時放送されており、両チャンネルで放送されていた個別の朝の番組に代わって放送されてきた。2006年5月から2020年3月17日まで、同時放送は通常、平日6:00〜8:30まで行われていた。BBC Oneの『ブレックファスト』はメディアシティUKから9:15までエンターテインメントと特集を続けたが、BBCニュースは通常9:00までは『ビジネス・ライブ』となり、9:00から従来の形式に戻った。2020年3月18日以降、新型コロナウイルス感染症のパンデミックにより、これらの取り決めに変更が生じている。『ワークライフ（Worklife）』となっていた『ビジネス・ライブ』は放送を終了した。平日の『BBCブレックファスト』は現在、BBC OneとBBCニュースチャンネルの両方で9:00まで放送されており、その後は両方のチャンネルで『BBC News at Nine』と呼ばれる1時間のニュースが放送されている。これはBBCニュースチャンネルの2時間番組の前半として続き、2時間目は通常BBC Twoが担当し、月曜日から水曜日はビクトリア・ダービーシャーが、残りの2日はアニータ・マクベイがプレゼンターを務める。
BBC Twoは、平日9:00〜12:15または13:00までニュースチャンネルを同時放送している。報道は同時放送『BBC News at One』の形でBBC Oneに切り替わる。『BBC News at One』はBBC Oneでのみ放送される場合があるが、ニュース速報または庶民院での重要な発表の期間中はニュースチャンネルでのみ放送されるが、国際的なニュース記事の場合は、報道がBBCワールドニュースとの同時放送に切り替わる。同様の取り決めが『BBC News at Six』にも適用され、通常はBBC Oneとニュースチャンネルの両方で同時放送されるが、これまでと同様、ニュースチャンネルの速報のために変更される可能性がある。
『BBC News at Ten』は、『Ten O'Clock Newshour』の一部として2006年1月30日にチャンネルで同時放送を開始し、その後、スポーツ及びビジネスニュースの最新情報が追加された。このニュース放送は2006年4月10日に同時放送に加わり、各同時放送終了後のチャンネルの内容に関しては『News at Ten』と同様の形式に従って『BBC News at One』（イギリス手話のビジョン内サインあり）と『BBC News at Six』の放送がスケジュールに追加された。
夏の間、放送されていない『アンドリュー・マー・ショー』の代わりに、1時間番組『ニュース24サンデー（News 24 Sunday）』がBBC OneとBBCニュースチャンネルの両方で9:00に放送された。ニュースプレゼンターが担当し、ニュースチャンネルのメインスタジオからのものだった。番組は主に時事問題に焦点を当てたインタビューで構成され、新聞レビュー、天気概要、9:00、9:30、10:00のニュース更新が含まれていた。現在、『サンデー・モーニング・ライブ』とその代替番組がこの枠を埋めている。
2013年からは、BBC Twoで平日11:00〜12:00まで、30分間の国内ニュースと30分間のBBCワールドニュースで構成される新しい番組が作成された。水曜日、議会開会時には後者は『デイリー・ポリティクス』に代わって首相質疑（PMQ）を報道する。2016年3月、このチャンネルは23:15から『ニュースナイト』の放送を開始した。
BBC Twoとニュースチャンネルでの10:00〜13:00の報道は、新型コロナウイルスのパンデミックによる同時放送『BBCワールドニュース』の3時間枠の一部である。しかし、2021年末までに同時放送は平日10:00〜11:00の1時間に短縮され、週末も午前中の同時放送が継続された。BBCワールドニュースは、『ザ・ペーパーズ（The Papers）』の1つの版が含む、19:00〜22:00と23:00〜6:00の3時間のBBCニュース/BBCワールドニュースの同時放送を制作している。2020年8月からこれは変更され、平日10:00〜12:00と19:00〜6:00に恒久化され、『BBC News at Ten』のオプトアウト付きで19:00〜6:00、週末は21:00〜6:00となり、これらにはBBC Oneの放送は含まれない。

### 独自番組
- BBCニュース - イギリス国内及び世界の最新ニュースを伝える。
- アジアビジネスレポート - シンガポールのスタジオから伝えるアジアに特化したビジネス情報番組。アジアの各マーケットの最新の株式市場情報、企業の業績発表のみならず、北京、上海、東京、ソウル、バンコクなどBBC取材網を駆使し、有益なビジネス・金融情報を伝える。
- ザ・コンテキスト（英語版） - ロンドンのクリスチャン・フレイザー（英語版）（月曜日〜木曜日）がプレゼンターを務める番組。政治的立場の異なるゲストたちがその日最も重要な国際ニュースについて議論するほか、注目のインタビューや世界各地のBBC特派員による分析も交え伝える[36]。
- ニュースデイ - BBCシンガポール支局から、プレゼンターのカリシュマ・バスワニ（Karishma Vaswani）がアジアと世界の最新情報を伝える生放送のニュース番組。通常、日曜日〜木曜日までの23:00から毎時30分版を3回放送する。
- スポーツデイ（Sportsday）/スポーツ・トゥデイ（英語版） - 世界中の最新のスポーツニュースと結果を伝える。
- サンデー・ウィズ・ローラ・クエンスバーグ（英語版） - 主要な政治家や各界の著名人へのインタビューを含む、イギリス及び世界中の数週間のビッグニュースのインタビューと分析。
- ワールドビジネスレポート（英語版） - 世界の主要都市から最新ビジネス、経済、株式、市場ニュースを毎日レポート。世界のビジネス最新情報を伝える。
- BBCニュースナウ（英語版） - 反応的でペースの速い国際ニュース速報、ビジネス、スポーツなど、いくつかのニュース記事を可能な限り詳細に臨場感あふれる形式で報道する。2023年5月22日に開始[37]。
- ヴェリファイド・ライブ（英語版） - 高度な編集ツールと技術を使用して、情報、ビデオ、画像を調査、調達、検証するBBCヴェリファイ（BBC Verify）チームによる法医学分析とジャーナリズム。2023年5月22日に開始[37]。
- ザ・デイリー・グローバル（英語版） - 独自のグローバルな視点と組み合わせた綿密なインタビューを使用して、その日の重要なニュース記事のいくつかを深く掘り下げる。2023年5月22日に開始[37]。

#### その他の番組
- BBCワールドニュース・アメリカ - ローラ・トレベリアン（英語版）によるニュースと分析。BBCのワシントンD.C.スタジオから放送される。この番組は、イギリスとアメリカの夏時間スケジュールが同期しなくなる年間数週間に放送された。現在では、BBC Oneの番組の都合で『BBC News at Ten』が遅れている時に時々放送されており、アメリカ大陸で重要なイベントが起こっている時に生放送で放送されることもある。
- クリック - ガジェット、ウェブサイト、ゲーム、コンピューター業界のニュースのガイド。
- グローバル・クエスチョンズ（Global Questions） - パネルと寄稿した聴衆が、世界の政治、金融、ビジネス、芸術、メディア、その他の分野の代表者に寄せられた時事的なテーマについて議論する。
- ハード・トーク（英語版） - スティーブン・サッカー（英語版）が世界中のニュースメーカーや著名人と対談する。
- アワ・ワールド 世界は今（Our World） - 世界中の時事問題に関するBBCのニュース番組を特集する。ドキュメンタリーは、BBCジャーナリズムを最高の状態で紹介することを目的としている。
- パノラマ（英語版） - 様々なテーマに関するインタビューや調査報道を特集する時事番組。
- レポーターズ（英語版） - この番組は、BBCの世界的な特派員ネットワークからのリポートを紹介するもので、BBCニュースで時折放送される。
- トーキング・ビジネス（Talking Business） - ロンドン、ニューヨーク、ムンバイ、ヨハネスブルグ、シンガポールを拠点とするBBCのビジネス担当プレゼンターが、ビジネスと金融の世界で最も重要で影響力のある人々と、その日の重要な問題について話し合う[38]。
- トラベル・ショー（英語版）
- 目撃者（Witness） - 現場にいた人々が語った世界的な出来事についてのBBCニュースの記事を毎月まとめたもの。

#### 過去の番組
- BBC News at Five - ロンドンのブロードキャスティング・ハウスから生放送される1時間のニュース番組。通常はヒュー・エドワーズまたはジェーン・ヒル（英語版）がプレゼンターを務め、その日の国内外のニュース、スポーツイベント、天気を伝える。2020年3月13日に、『BBC News at Five』の最終回が放送されたが、新型コロナウイルス感染症（COVID-19）のパンデミックを考慮して、追って通知があるまで放送中止となった。パンデミックに関するイギリス政府の毎日の記者会見は、『BBC News at Five』の代わりにBBC OneとBBCニュースチャンネルで放送された。新型コロナウイルス感染症のパンデミック下での新たなスケジュールでは、『アフタヌーン・ライブ（英語版）』の代わりに『BBC News at One』のプレゼンターが16:00まで放送を継続する。毎日の記者会見が2020年後半に終了した後、この番組は再開されなかった。
- BBC News at Nine - 朝のニュースとその日の出来事の概要を詳しく調べる。この番組には、スマートフォンでアクセスしてBBCニュースのウェブサイトのトップ記事を閲覧する「ニュースブリーフィング（News Briefing）」が含まれていた。
- ザ・ブリーフィング（The Briefing） - サリー・バンドック（英語版）がBBCニュースのニュース、ビジネス、スポーツを伝える。現在、BBCニュースの1時間枠の一部としてノーブランドで放送されている[39]。
  - ビジネス・ブリーフィング（Business Briefing） - サリー・バンドック（英語版）が最新のビジネス、経済、金融ニュース、市場の最新情報、ビジネス界の主要ニュースメーカーとのインタビューを提供する。現在、BBCニュースの1時間枠の一部としてノーブランドで放送されている。
- ビジネス・ライブ（英語版） - サリー・バンドック（英語版）とベン・トンプソン（Ben Thompson）、またはターニャ・ベケット（英語版）が最新のビジネスニュースと、営業日を形作るニュースの展望について伝える。アジア、ヨーロッパ、中東、アメリカにおける取引終了に関する最新ニュースを伝える。
- デイトライン・ロンドン（英語版） - ロンドン在住の外国特派員がその週の国際ニュースについて見解を述べる。最終回は2022年10月15日に放送された[40]。
  - ニュースブリーフィング（News Briefing） - 最新のヘッドラインをまとめたもの。現在、BBCニュースの1時間枠の一部としてノーブランドで放送されている。
- アウトサイド・ソース - ロス・アトキンス（英語版）が、BBCの世界的な特派員ネットワークと連携してライブリポートを伝える。主要なニュース記事中に平日18:00に同時放送されることもあった。放送時間は月曜日〜木曜日の19:00〜20:00までだった。
- ザ・ペーパーズ（The Papers） - 2013年から2023年まで、このチャンネルは全国紙に掲載される翌日または今日の見出しについての活発で有益な会話を特集した『ザ・ペーパーズ』を放送した。2017年頃から、夜間版は通常、クライヴ・マイリー（英語版）とマルティーヌ・クロクソール（英語版）に宛てられ、後者は通常、平日深夜や週末のシフトもカバーしていた。他のニュースチャンネルのプレゼンターがその週を通して参加した。日曜日朝版は通常、ニュースチャンネルの9:00から14:00までのシフトの一環としてベン・ブラウン（Ben Brown）がプレゼンターを務めた。『ザ・ペーパーズ』はイギリスのニュースチャンネルとBBCワールドニュースの合併に先立ち、2023年1月に廃止された[41]。
- STORYFix（英語版） - 2006年と2007年に放送された短命の週刊番組。その週の出来事を穏やかに風刺したものだったが、風刺はニュースそのものよりもニュースの報道方法に向けられていた。この番組はビデオポッドキャスティングのトライアルの一環とみられ、制作チームは「他のプロジェクトに移る」と見られていたため、僅か1年で終了した[42]。
- ビクトリア・ダービーシャー（英語版） - 2015年から2020年までは平日午前に『ビクトリア・ダービーシャー（英語版）』が放送されていた。この番組では、オリジナルのニュース記事、独占インタビュー、視聴者による討論、ニュース速報が特集されていた。2020年1月22日、BBCの番組削減の一環として番組が同年後半に打ち切られることが発表された[43][44]。しかし、新型コロナウイルス感染症（COVID-19）のパンデミックの報道を優先したため、BBCは当初の予定よりも早く番組を終了し、最終回は2020年3月17日に放送された。ダービーシャーは同じ時間枠のプレゼンターとして残り、代わりに標準的な構成のBBCニュースのニュース放送を提供した。
- ワールドニュース・トゥデイ - この番組はイギリス、ヨーロッパ、中東、アフリカに焦点を当てており、カシア・マデラ（英語版）、ナンシー・カクンギラ（英語版）、ルクウェサ・ブラク（英語版）、ルイス・ヴォーン・ジョーンズ（Lewis Vaughan Jones）がプレゼンターを務めた。19:00、21:00、翌3:00に放送された。『100デイズ Beyond（Beyond 100 Days）』が放送されていない時は、19:00の番組はBBC Fourで同時放送され、翌3:00の番組はBBC Oneで同時放送された。新型コロナウイルス感染症（COVID-19）の下、この番組は週末（金曜日深夜と土曜日と日曜日21:00からの約30分間の枠を含む）にBBCワールドニュースとの同時放送のニュース報道の一部となった時点で事実上終了した。
- ユア・ニュース（英語版） - 2006年11月から2008年12月までチャンネルの週末スケジュールの一部であったユーザー作成のニュース番組。

BBCニュースチャンネルでかつて放送された他の番組には、『Head 2 Head（ヘッド・2・ヘッド）』、『E24』、『The Record Europe（ザ・レコード・ヨーロッパ）』、『ポリティクス・ヨーロッパ（Politics Europe）』、2005年から2008年まで放送され、その日のニュースをまとめて提供した平日夕方の番組『News 24 Tonight（ニュース24トゥナイト）』などがある。

### 2015年のスケジュール変更
予算削減の一環として、2014年末から2015年初めにかけてチャンネルへの大きな変更が発表された。これには、一部のニュース放送を廃止し、午前中に『ビクトリア・ダービーシャー』と、サリー・バンドックとベン・トンプソンが担当する『BBCビジネス・ライブ』に置き換えることが含まれていた。BBCワールドニュースで既に放送されている「インタラクティブ」番組『アウトサイド・ソース・ウィズ・ロス・アトキンス』は月曜日〜木曜日21:00（18:00の主要ニュース記事中）に放送され、『ワールドニュース・トゥデイ』の新版は金曜日〜日曜日21:00（月曜日〜金曜日19:00/20:00の主要ニュース記事中）にBBC Fourの19:00版に加えて放送された。『ハード・トーク』は5月から20:30に移動した。日曜日〜木曜日0:00版は『ニュースデイ』に置き換えられ、金曜日〜土曜日は『BBCワールドニュース』の標準版に置き換えられた。

### BBCワールドニュースの共有番組
2007年10月1日、BBCワールドニュースはグリニッジ標準時0:00と3:00にそれぞれ『BBCワールドニュース・アメリカ』と『ワールドニュース・トゥデイ』の放送を開始した。『ワールドニュース・トゥデイ』はグリニッジ標準時3:00にBBCニュースチャンネルで同時放送された。『BBCワールドニュース・アメリカ』は、かつては時間短縮版としてグリニッジ標準時0:30に放送されており、『ABCワールドニュース・トゥナイト・ウィズ・デイビッド・ミュアー』も毎週火曜日〜金曜日1:30に放送されていた。
2011年6月13日より、平日1:00、2:00、3:00、4:00のBBCニュース版は『ニュースデイ』に置き換えられた。この番組はアジア太平洋地域の朝のニュース放送として機能し、シンガポールではリコ・ヒゾン、ロンドンではバビータ・シャルマとのダブルヘッドニュース番組として放送される。『アジアビジネスレポート』と『スポーツ・トゥデイ』は『ニュースデイ』の最初の3時間の後ろに放送される。しかし、1年後に『ニュースデイ』はBBCニュースで23:00〜翌2:00までに変更され、火曜日〜金曜日23:00〜翌2:00まではマイク・エンブリーが、土曜日はカシア・マデラが、日曜日は0:00〜6:00まで、金曜日/月曜日は2:00〜5:00までダニエラ・リトルト（Daniela Ritorto）が担当することになった。
『BBCワールドニュース』と『ワールドビジネスレポート』は5:00から放送する。これはかつては『ザ・ワールド・トゥデイ（The World Today）』として知られていたが、2017年11月以降、両方のチャンネルで『ザ・ブリーフィング（The Briefing）』及び『ビジネス・ブリーフィング（Business Briefing）』にブランド名が変更され、国際放送で見られるコマーシャルの代わりに、プレゼンターは国内の視聴者に向けてイギリスのニュースに関する短いニュース更新を提供した。
2015年6月、BBCニュースは月曜日〜木曜日21:00（18:00の主要ニュース記事中）から『アウトサイド・ソース・ウィズ・ロス・アトキンス』と金曜日〜日曜日21:00（月曜日～金曜日19:00の主要ニュース記事中）に『ワールドニュース・トゥデイ』の新版の同時放送を開始した。2017年1月からは、ロンドンとワシントンから伝える『100デイズ Beyond（Beyond 100 Days）』（かつては『100デイズ（100 Days）』と『100デイズ+（100 Days +）』）を月曜日〜木曜日19:00に同時放送し始めた。8月中、『100デイズ Beyond』は『ワールドニュース・トゥデイ』の別版に置き換えられる。
2022年5月26日、BBCは、「デジタルファースト」放送局を創設するための計画的な人員削減と合理化の一環として、BBCニュースとBBCワールドニュースのネットワークを「BBCニュース（BBC News）」の名前の下に単一のサービスに統合する計画を発表した。統合されたサービスは2023年4月に開始される予定で、BBCは「著名なジャーナリストを中心に構築された新しい主力番組と、複数のプラットフォーム向けに委託された番組」を提供すると述べた。BBCニュースチャンネルの国際版は、引き続き同社の商業部門であるBBCスタジオズによって配信される広告サポート型サービスである。国内チャンネルは、イギリス特有のニュース速報を提供するために共有スケジュールからオプトアウトすることができ、国際チャンネルではクリアされていないイギリス特有の番組（BBC Oneの放送や『ニュースナイト』の同時放送など）を引き続き放送することになる。
2022年末までに、共有はイギリス時間の23:00〜翌6:00まで延長され、BBCニュースとBBCワールドニュースは各時間の最初の25分間同時放送され、同時放送全体を通じて世界のニュースが放映された。さらに、平日10時台は同時放送され、週末にはイギリス時間の午前中ずっと同時放送された。2つのチャンネルは19:00〜22:00まで同時放送する。イギリス特有のローリング報道は、これまで日中に限定されていた。

### スポーツ
2012年3月5日以降、スポーツニュース放送はサルフォード・キーズのメディアシティUKにある「BBCスポーツセンター（BBC Sport Centre）」から配信されており、スポーツネットワークのBBCラジオ5ライブもここに拠点を置いている。
通常、ヘッドラインは毎時15分に提供され、正時半のヘッドラインの後に完全なニュース放送が提供される。また、毎日0:45、1:45、2:45、3:45、13:30、18:30、19:30（週末のみ）、22:30（平日のみ）に放送される『スポーツデイ（Sportsday）』または『スポーツ・トゥデイ』（BBCワールドニュースと同時放送の場合）というタイトルの延長スポーツニュース放送もある。ダブルヘッドの土曜日『スポーツデイ』を除き、各ニュース放送は1人のスポーツプレゼンターによって読み上げられる。
このチャンネルのスポーツニュース放送（社内では『Sport 24（スポーツ24）』として知られている）には、常に独立した専用の制作ギャラリーがあり、グラフィックも担当している。
『BBCブレックファスト』中のニュース放送はサリー・ニュージェントまたはマイク・ブッシェルがプレゼンターを務め、後者はチャンネル上の他のスポーツニュース放送にも登場する。2019年現在で、このチャンネルの主なスポーツプレゼンターは、オリー・フォスター（Olly Foster）、ギャビン・ラムジョーン、ケイティ・ゴーノール（Katie Gornall）、チェタン・パサック（Chetan Pathak）、キャサリン・ダウンズ、タルセン・トレット、リジー・グリーンウッド＝ヒューズ、ジョン・ワトソン（John Watson）である。
2012年3月までは、ニュースチャンネルのスタジオから毎時15分にスポーツニュースが放送されていた。このチャンネルのスポーツニュースのプレゼンターには、レシュミン・チョードリー、アマンダ・デイビス、ショーン・フレッチャー、マット・グッデリック（Matt Gooderick）、セリーナ・ヒンチクリフ、レイチェル・ホッジス、ダミアン・ジョンソン、アドナン・ナワズ、オリンピック金メダリストからジャーナリストに転身したマシュー・ピンセントが含まれる。

### ビジネス
BBCニュースがブロードキャスティング・ハウスに移る前は、BBCビジネス・ユニット（BBC Business Unit）から平日のスケジュールに1時間毎のビジネスニュース更新が含まれていた。8:30から14:00までと14:00から23:00までの2つのシフトがあり、ペニー・ハスラム（Penny Haslam）、マリアム・モシリ、ベン・トンプソン（Ben Thompson）、アダム・パーソンズ、スザンナ・ストリーター（Susannah Streeter）、ジョー・ライナム、サラ・コバーン（Sara Coburn）、またはサリー・イーデン（Sally Eden）が担当した。ニュースチャンネルの更新は通常、8:00から23:00までの毎時40分に放送された。21:40のまとめはそれより早いことが多く、22:40の放送はその日のビジネスニュースの延長されたまとめである。2009年5月まで、BBCニュースチャンネルのビジネスニュース更新は、ロンドン中心部にあるロンドン証券取引所のスタジオの1つから放送されていた。それから2013年3月まで、放送はBBCテレビジョンセンターにあるチャンネルのスタジオから提供された。BBCの品質第一（Delivering Quality First）計画の一環として、ビジネスニュース更新は2013年3月に廃止された。しかし、同年11月に苦情が戻ってきた。
株式市場の最新情報は現在、毎時45分のヘッドラインの間にのみ表示される。レイチェル・ホーン（Rachel Horne）が13:30から18:00までのメインプレゼンターで、ヴィシャラ・スリ＝パスマ（Vishala Sri-Pathma）、アリス・バクスター（Alice Baxter）、ジェイミー・ロバートソン（Jamie Robertson）、アーロン・ヘスルハースト（Aaron Heslehurst）、サリー・バンドックと共に出演する。通常、16:45に拡大放送があり、その日の主要なビジネスニュース記事が『アフタヌーン・ライブ（Afternoon Live）』で議論される。バンドックとトンプソンは平日8:30に『ビジネス・ライブ』を放送する。デクラン・カリー（Declan Curry）は土曜日朝に毎週の総括番組『ユア・マネー（Your Money）』のプレゼンターを務めた。
アリス・バクスターとサリー・バンドックが『ワールドビジネスレポート』のプレゼンターを務めた。

## プレゼンテーション

### グラフィック
このチャンネルは開始時にプレゼンテーションのスタイルが批判され、プレゼンターがジャケットなしで画面に登場するため、BBC Oneニュース放送よりも権威が低いとの非難があった。ジェニー・エイブラムスキーは当初、自身が運営していた非公式ニュースラジオチャンネルBBCラジオ5ライブのテレビ版、またはラジオ4ニュースFMのテレビ版を企画していた。セットの明るいデザインもこの原因として非難され、ある関係者はそれを「にわか雨の中での自動車事故（Car crash in a shower）」と表現したと伝えられており、1999年10月25日にネットワーク刷新の対象となった。このチャンネルは姉妹チャンネルのBBCワールドとスタジオを交換し、ニュースルーム内のスタジオN8に移動し、2008年までそこに留まった。新たに再開されたBBC Oneのニュース放送の外観に続き、このセット変更に伴い、新しい音楽とタイトルシーケンスが追加された。
グラフィックとタイトルはランビー＝ネアンデザイン事務所によって開発され、『ニュースルーム・サウス・イースト』や3つの「BBCネイションズ（BBC Nations）」であるスコットランド、ウェールズ、北アイルランドから始まる地域ニュースの同様のデザインを含め、BBCニュース全体に徐々に展開された。BBCニュースの主要な出力の類似性は、チャンネルの信頼性を高めると共に、チャンネル間のプロモーションを支援することを目的としていた。
2007年1月のグラフィックの刷新では、ヘッドラインのストラップラインが再設計され、「デジタルオンスクリーングラフィック」が再設計され、時刻の位置が変更され、チャンネルが更新された。時刻は当初チャンネル名の左側に配置されていたが、ワイドスクリーンでしか視聴できないという苦情を受けて、2007年2月に右側に移動された。BBCワールドニュースとBBC Oneのニュース放送でも、同じ日に同様のグラフィックとタイトルシーケンスが導入された。
2008年に、2007年に導入されたスタイルと新しいカラースキームを使用して、グラフィックが再び刷新された。画面上のテキストの書体がHelveticaからGill Sansに変更された。
2013年、ニュー・ブロードキャスティング・ハウス（New Broadcasting House）への移転に合わせてグラフィックが再び変更された。書体はHelveticaに戻った。
これらは、スマートフォンやタブレットでのテレビ視聴の増加に伴い、BBCがオンエアの外観を再設計した2019年7月に再び更新された。これらには、BBC Reith書体を使用し、大きなテキストを使用して、背景とはっきりと対照的な、再びデザインし直した大きな見出しのストラップラインが含まれていた（内容がわかりにくくなっているとして批判を呼んでいる）。それにもかかわらず、2008年のタイトルと音楽は、更新されたローカルタイトルに引き続き使用される。

### ランバート報告書（The Lambert Report）
2002年の同チャンネルのパフォーマンスに関するランバート報告書（The Lambert Report）では、ニュース24に対し、視聴者がSky Newsなどの類似チャンネルと区別できるように、独自のより良いブランドを開発するよう求めた。この直接の結果として、チャンネルの全てのプレゼンテーションにわたる真新しいスタイルが、2003年12月8日9:00に開始された。フィリップ・ヘイトンとアンナ・ジョーンズがこのセットの最初の2人のプレゼンターだったが、この番組の本拠地であるテレビジョンセンターでかつて停電が発生したため、刷新は1週間延期されていた。新しいデザインには、チャンネルの動的なタイトルのセットも含まれていた。主要ニュース記事が行われている場所から地球が回転し始め、ヘッドラインがリボン状にスクロールする。これは、BBCニュースのロゴに置き換えられることもあった。タイトルは、赤い様式化されたクラムシェルで囲まれた赤い地球と、BBCニュースのロゴの上に形成されるBBCニュースのリボンで終わった。
BBC Oneのニュース放送は2003年1月に新しいセットに移行したが、2004年2月までかつてのアイボリーのランビー＝ネアンのタイトルが保持された。ニュース24は、2004年7月5日のBBCテレビニュースの50周年に合わせて、BBC Oneニュース放送のタイトルの色に合わせてタイトルの色をわずかに更新した。

### カウントダウンシーケンス
コンティニュイティアナウンサーを備えたプレゼンテーションシステムがないため、カウントダウンが次の時間の始まりへのリンクを提供するため、開局以来、チャンネルのプレゼンテーションの重要な部分は、時間の先頭のカウントダウンシーケンスだった。同様の音楽デバイスがBBCラジオ5ライブでも使用され、BBCラジオ4のピップを反映している。
かつてのスタイルには、大規模なリニューアル前の1997年から1999年の間に音楽に合わせて設定された一連の架空の旗が含まれており、デヴィッド・ロウが作曲した新しい現代音楽とランビー＝ネアンが開発したグラフィックが組み込まれていた。当初は深紅の背景に完全にアニメーション化されたアイボリーの数字である様々な画像が、チャンネルのペースに合わせてデザインされ、音楽はすぐに悪名を轟かせ、大衆文化でしばしば風刺やパロディ化された。イギリス各地の生活の画像は、後に同じ音楽に置き換えて、ニュースルームとテレビジョンセンターの外観の映像と共に追加された。2003年の刷新では、このスタイルに小さな変更が加えられ、映像に都会的な雰囲気が薄れた。
新しいシーケンスは2005年3月28日に導入され、レッド・ビー・メディアによってデザイン及び作成され、マーク・ショードワール（Mark Chaudoir）によって監督された。通常オンエアでは僅か30秒程度しか放送されなかったが、フルバージョンは60秒間放送された。音楽は完全に改訂されたが、最大の変更は使用された映像にあり、取材の手法と性質を反映し、BBCのロゴ自体が強調された。衛星受信アンテナが赤色の「データストリーム（Data streams）」を送受信しているのが示されている。カウントダウンシーケンスの制作では、クライブ・ノーマン（Clive Norman）がイギリス周辺で、リチャード・ジョプソン（Richard Jopson）がアメリカで映像を撮影し、BBCニュースのカメラマンがイラク、北京（天安門広場）、上海の外灘、アフリカ、2004年のアジアの津波などの影響を受けた地域で映像を撮影した。
それ以来、このシーケンスでは音楽がいくつかリミックスされ、カメラクルーや制作チームの映像が減り、より有名なジャーナリストに焦点が当てられるようにビジュアルが変更された。変更により、シーケンス中と最後に含まれるチャンネルのロゴや、当時使用されていたフォントも見られる。カウントダウンの結末は2008年に変更され、カメラに向かって移動するデータストリームではなく、新しいプレゼンテーションスタイルが採用された。また、2008年には、ロゴが左下隅の赤い四角になったため、カウントダウンのグラフィックがBBC Oneリズム・アンド・ムーブメント（BBC One Rhythm and Movement）のアイデンティティに似たものに変更された。
BBCニュースのブロードキャスティング・ハウスへの移転に合わせて、2013年3月18日にカウントダウンが他のいくつかのプレゼンテーション要素とともに再び更新された。新しいカウントダウンの最も印象的な3つの特徴には、BBCコンサート・オーケストラによる音楽の演奏と、「データストリーム」の再デザイン、シーケンスの終わりがBBCニュースの地球儀とロゴにフェードインするのではなく、代わりに企業本社の外でのタイムラプス撮影で停止することが含まれる。カウントダウンも87秒まで延長され、ブロードキャスティング・ハウスからの最初の時間の前に完全に放映された。2019年、カウントダウンではBBCの新しいReithフォントが使用され始めたが、それ以外は同じスタイルを維持した。
カウントダウン音楽の3分間のフルバージョンは、2006年5月16日にリミックスされた後、BBCニュース・オンラインとデイビッド・ロウ自身のウェブサイトで公開された。
2005年9月5日には、より国際的なコンテンツと同様の音楽をフィーチャーしたカウントダウンの国際版がBBCワールドニュースで開始された。それ以来、BBCニュースのスタイルに従ってプレゼンテーションが行われ、音楽とビジュアルに様々な変更が加えられた。シーケンス内のビジュアルは2010年5月10日に更新された。2011年6 月には、リビア紛争やダウニング街10番地の外の景色など、最近の出来事に関連する画像がさらに追加された。2013年1月、BBCニュースがロンドン中心部のブロードキャスティング・ハウスに移転する一環として、BBCワールドニュースはBBCニュースチャンネルの更新されたカウントダウンと同じスタイルで新しいカウントダウンを受け取ったが、若干の違いがあった。
2021年4月には、「データストリーム」がなく、イギリス国内の場所のスローショット、または国際バージョンの場合は世界中のタイムラプスショットが使用されたカウントダウンの新しい「Sombre」バージョンが再生された。どちらもエディンバラ公フィリップ殿下の死去直後に番組の準備として導入され、2022年のエリザベス2世女王の死去後に再び使用された。
BBCワールドニュースのBBCニュースへの統合に合わせて、カウントダウンのシーケンスは、2021年10月からBBCテレビで使用されている新しい「カメレオン（Chameleon）」ブランドスキームに従って、2023年4月に僅かに更新され、カウントダウンはそれぞれ画面の上部中央と下部中央のBBCと「News」のワードマークの間に集中するようになった。

## 視聴者数
デイリー・テレグラフは2021年11月、「BBCニュースは最高のパフォーマンスを見せた枠で37万人に達した」と報じた。

## こぼれ話
2006年5月16日、スタジオにコンピュータ専門家を招いて生放送中にインタビューをする事になったが、BBC側のスタッフが間違えて全く別人のタクシー運転手（当初の発表。後に別の職業であるとアナウンスされた）をスタジオに案内してしまった。
その時の模様が英国内はもとより、動画共有サイトを通じて世界的に話題となった事がある。
詳細はガイ・ゴーマの項を参照。